# Reactor Europeu Pressuritzat

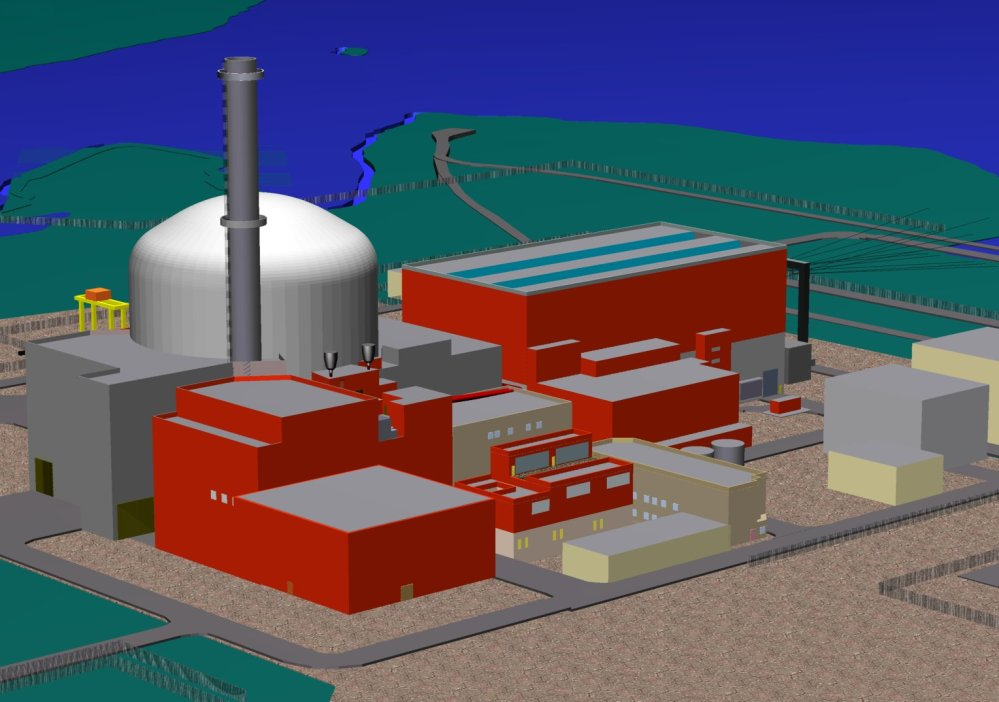
Vista (generada per ordinador) d'una central nuclear del tipus EPR

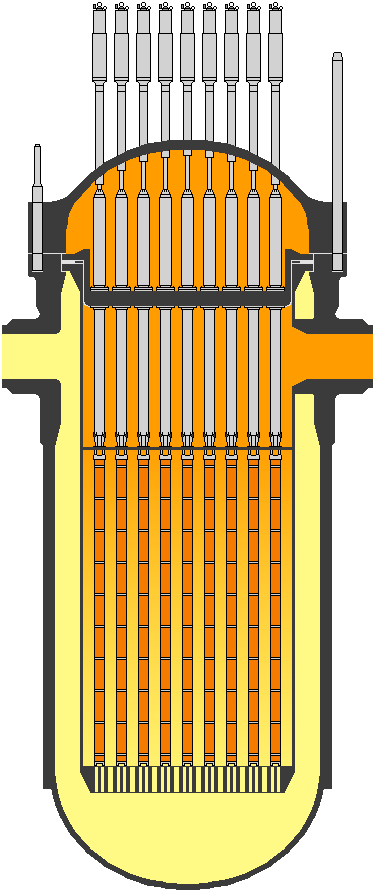
Vas pressuritzat de l'EPR

El Reactor Europeu Pressuritzat o Reactor Pressuritzat Europeu o EPR (de l'anglès European Pressurized Reactor) és la tercera generació de reactors d'aigua a pressió (PWR). Ha estat dissenyat i desenvolupat principalment per Framatome (ara Areva NP), Electricité de France (EDF) a França, i Siemens AG a Alemanya. A Europa, aquest disseny de reactor va ser anomenat Reactor Pressuritzat Europeu, però ara se'n diu simplement EPR d'Areva.
A partir del 2011, quatre unitats EPR estan en construcció. Els dos primers, a Finlàndia i França, ambdós s'enfronten a costoses demores en la construcció (almenys a 2016). El 2009 i 2010 va començar la construcció de dues unitats xineses addicionals; estan més o menys en la data prevista i haurien de començar a funcionar el 2014 i 2015.